# Strage degli Osage
La strage degli Osage fu una serie di omicidi seriali avvenuti nella contea di Osage, in Oklahoma, tra gli anni '10 e '30 del Novecento. I giornali dell’epoca definirono l'ondata di morti misteriose e omicidi irrisolti tra i giovani membri della Nazione Osage come un vero e proprio “Regno del Terrore”. La maggior parte di questi crimini si verificò tra il 1921 e il 1926. Si stima che almeno 60 Osage di sangue puro e con ingenti ricchezze siano stati assassinati tra il 1918 e il 1931. Indagini più recenti suggeriscono che il numero delle vittime potrebbe essere stato molto più alto: centinaia di decessi sospetti potrebbero in realtà essere stati omicidi occultati o mal riportati, soprattutto tra coloro che erano eredi di ricchezze future.
Il popolo Osage aveva mantenuto i diritti minerari sulle terre della propria riserva. Ogni membro della tribù possedeva una quota ereditaria, detta headright (diritti sulle royalty petrolifere), che garantiva una parte dei profitti derivanti dalle concessioni petrolifere. Con la scoperta di ricchi giacimenti di petrolio, queste concessioni divennero fonte di grandi introiti. A partire dal 1906, il Congresso degli Stati Uniti approvò una serie di leggi che, con il pretesto di tutelare gli interessi degli Osage, istituirono un sistema di tutela legale per i cosiddetti "minori e incapaci", categorie stabilite dai tribunali di contea dell'Oklahoma. Tuttavia, tali tribunali dichiaravano sistematicamente gli Osage "incompetenti" senza alcuna valutazione concreta delle loro capacità mentali. In un caso emblematico, una donna Osage fu affidata a un tutore perché i suoi risparmi furono interpretati come prova che non comprendesse il valore del denaro. Questo sistema permise a molti tutori bianchi di appropriarsi illegalmente dei beni dei loro assistiti. Alcuni uomini bianchi sposarono donne Osage proprio per ottenere il controllo delle loro fortune attraverso il sistema di tutela.
Numerosi omicidi furono compiuti per acquisire i diritti di possesso delle vittime, sfruttando le leggi sull’eredità. Le autorità locali, spesso colluse con gli interessi economici dei coloni bianchi, offrirono scarsa collaborazione alle indagini. Solo grazie all'intervento del Bureau of Investigation (precursore dell’FBI), vennero alla luce gravi episodi di corruzione che coinvolgevano funzionari locali, avvocati e giudici legati al programma di tutela degli Osage.
Anche se molti delitti non furono mai perseguiti, alcune persone furono condannate. Tra queste, William King Hale, un potente allevatore, fu riconosciuto colpevole di aver ordinato l'omicidio della moglie del nipote e di altri membri della sua famiglia per impossessarsi dei loro diritti petroliferi. Due suoi complici, Henry Grammer e Asa Kirby, morirono in circostanze sospette durante le indagini. Altri furono condannati per reati minori come falsa testimonianza e intralcio alla giustizia. Nel 1925, il Congresso degli Stati Uniti modificò la legge per impedire ai non-Osage di ereditare i diritti di possesso da Osage con almeno metà del patrimonio genetico nativo, tentando così di proteggere la tribù. Il governo federale continuò a gestire le concessioni e le royalty legate al petrolio, ma con il passare degli anni crebbero i dubbi sulla trasparenza di questa amministrazione.
Nel 2000, la Nazione Osage fece causa al Dipartimento degli Interni degli Stati Uniti, accusandolo di cattiva gestione dei fondi e delle royalty dovute. La causa si concluse nel 2011 con un accordo: un risarcimento di 380 milioni di dollari e l’impegno a migliorare la gestione dei beni della tribù.

## Storia
Nel 1870, il governo degli Stati Uniti costrinse la tribù Osage ad abbandonare le proprie terre originarie in Kansas, trasferendola con la forza in una riserva situata nell’attuale contea di Osage, in Oklahoma. Nel 1897, questa zona si rivelò ricchissima di petrolio. Il Dipartimento degli Interni degli Stati Uniti, tramite il Bureau of Indian Affairs, prese in gestione le concessioni per l’estrazione e produzione del petrolio, amministrando anche le royalty destinate agli Osage. Nel 1907, nell’ambito del processo che portò l’Oklahoma a diventare uno Stato federale, il governo federale suddivise la riserva, assegnando a ciascun Osage registrato ufficialmente 657 acri di terra. Da quel momento, i membri della tribù – o i loro eredi legali, anche se non Osage – ricevettero i cosiddetti headrights (diritti sulle royalty petrolifere): quote ereditarie dei proventi derivanti dall’attività petrolifera. I diritti minerari, invece, rimasero di proprietà collettiva della tribù, che distribuiva le entrate tra i membri in base alle quote possedute.
Con l'esplosione del mercato petrolifero negli anni ’20, gli Osage accumularono una straordinaria ricchezza. Solo nel 1923, la tribù incassò oltre 30 milioni di dollari - l’equivalente di circa 363 milioni nel 2024. I giornali americani descrivevano gli Osage come “la nazione, il clan o il gruppo sociale più ricco del mondo, uomo per uomo, di qualunque razza, compresi i bianchi”. Alcuni membri usarono queste ricchezze per mandare i figli in collegi prestigiosi; altri acquistarono automobili di lusso, gioielli, abiti eleganti e viaggiarono in Europa, suscitando l’interesse e lo stupore della stampa nazionale.
L’enorme afflusso di denaro attirò però anche migliaia di cercatori di fortuna e opportunisti bianchi nella contea di Osage. Come osservò lo scrittore Robert Allen Warrior, alcuni erano imprenditori, ma molti altri erano criminali, pronti a qualsiasi cosa - persino a uccidere - pur di impadronirsi delle ricchezze degli Osage. Convinto che gli Osage non fossero in grado di gestire in autonomia la loro improvvisa ricchezza, il Congresso degli Stati Uniti approvò nel 1921 una legge che imponeva la nomina di tutori legali per ogni Osage con almeno metà sangue nativo. Questi tutori, scelti dai tribunali locali - e quasi sempre bianchi - avevano il compito di amministrare le finanze e le royalty dei loro assistiti. Il sistema si rivelò facilmente manipolabile e profondamente corrotto: anche i minori con meno della metà di sangue Osage venivano affidati a tutori, persino se i genitori erano ancora in vita. Molti di questi tutori approfittarono del loro ruolo per sottrarre legalmente le terre, i diritti petroliferi e i proventi dei loro protetti. Alcuni arrivarono persino a uccidere i loro assistiti pur di ereditarli.
Nel capoluogo della contea di Osage, Pawhuska, che contava circa 8.000 abitanti, esercitavano ben otto avvocati - lo stesso numero presente allora a Oklahoma City, che contava invece 140.000 abitanti. Questo dato rifletteva l’enorme attività legale (e illegale) legata alla gestione delle ricchezze Osage.
Nel 1924, il Dipartimento degli Interni accusò una ventina di tutori di corruzione e cattiva gestione dei beni dei loro assistiti. Nessuno di loro venne però condannato: tutti riuscirono a evitare il processo con accordi extragiudiziali. Si stima che abbiano sottratto milioni di dollari agli Osage. Nel 1929, il sistema di tutela - creato ufficialmente per proteggere gli interessi finanziari di 883 famiglie Osage - gestiva ancora 27 milioni di dollari appartenenti alla tribù.

## Gli omicidi
All’inizio degli anni ’20, diciotto membri della nazione Osage e tre persone non indigene furono uccise in un breve lasso di tempo nella contea di Osage. I giornali del Colorado definirono questa ondata di crimini “Regno del Terrore”. Alcuni omicidi sembravano collegati a membri della stessa famiglia.

### Anna Brown
Il 27 maggio 1921, dei cacciatori scoprirono il corpo in decomposizione di Anna Brown, 36 anni, in un dirupo isolato della contea. Le autorità locali, incapaci di identificare il colpevole, archiviarono inizialmente il caso come morte accidentale per intossicazione da alcol. Tuttavia, l’autopsia rivelò che la vera causa era un colpo di pistola alla nuca. Essendo divorziata, l’eredità di Anna fu assegnata alla madre, Lizzie Q. Kyle. Anni dopo, un piccolo criminale di nome Kelsie Morrison confessò l’omicidio, dichiarando di aver agito su ordine del potente allevatore William King Hale. Nella sua testimonianza, Morrison coinvolse anche Byron Burkhart, nipote di Hale ed ex fidanzato di Anna. Raccontò che, dopo aver incontrato Anna a casa della sorella Mollie Kyle, lui e Burkhart la portarono, ubriaca, nei pressi di Three Mile Creek, dove la uccisero con un colpo di pistola. Morrison fu inoltre responsabile della morte per avvelenamento di William Stepson nel 1922 e di Tillie Powell Morrison nel 1923, secondo le confessioni raccolte da un suo complice. Nel 1926, Morrison fu condannato all’ergastolo per l’omicidio di Anna Brown. Tuttavia, nel gennaio 1931, la condanna fu annullata poiché aveva testimoniato in cambio della promessa di immunità. Fu rilasciato nel luglio dello stesso anno dopo aver scontato una condanna separata per tentato omicidio. Morì nel 1937 in uno scontro a fuoco con la polizia.

### Charles Whitehorn e Lizzie Q. Kyle
Nello stesso giorno del ritrovamento di Anna, fu scoperto anche il corpo di suo cugino Charles Whitehorn (noto anche come Charles Williamson), ucciso con colpi d’arma da fuoco nei pressi di Pawhuska. Due mesi dopo, morì anche Lizzie Q. Kyle, madre di Anna. Le autorità attribuirono la sua morte all’età avanzata, ma in quel momento Lizzie era titolare di numerosi headrights - i diritti sulle royalty petrolifere - ereditati dal marito e dalle figlie defunte. I suoi eredi divennero improvvisamente molto ricchi.

### Barney A. McBride
Nel 1922, preoccupati per l'escalation di violenza, gli Osage chiesero aiuto al petroliere bianco Barney A. McBride. McBride si recò a Washington per sollecitare un’indagine federale. La notte del suo arrivo, ricevette un telegramma di avvertimento. Dopo aver passato la serata in un club, fu aggredito, soffocato con un sacco di juta e accoltellato oltre venti volte. Il suo corpo nudo fu trovato il mattino seguente in un fosso nel Maryland. Il suo omicidio fece notizia su The Washington Times il 12 agosto 1922.

### Henry Roan
Il 6 febbraio 1923, Henry Roan, un altro cugino di Anna Brown, fu trovato morto in auto, colpito alla testa da un proiettile. Roan aveva contratto un prestito di 1.200 dollari da Hale, che aveva truccato una polizza assicurativa da 25.000 dollari per esserne il beneficiario in caso di morte.

### Rita Smith
Il 10 marzo 1923, una bomba distrusse la casa di Fairfax della sorella di Anna, Rita Smith, uccidendo Rita e la domestica Nettie Brookshire. Il marito di Rita, Bill Smith, gravemente ferito, morì quattro giorni dopo, ma riuscì prima a fare una dichiarazione sulle persone coinvolte nell'attentato. Le indagini successive rivelarono che l’esplosivo utilizzato conteneva oltre 19 litri di nitroglicerina.

### George Bigheart
Il 28 giugno 1923, Hale e Burkhart convinsero George Bigheart, figlio dell’ultimo capo Osage ereditario, a prendere un treno per farsi curare in un ospedale a Oklahoma City. Bigheart, del quale Hale era il tutore legale, mostrava sintomi da avvelenamento. Prima di morire, chiamò l’avvocato bianco W.W. Vaughan, sostenendo di avere prove e documenti sugli assassini. Vaughan si recò all’ospedale e, dopo l’incontro, salì su un treno per tornare a Pawhuska. Non arrivò mai a destinazione. Il suo corpo, nudo e con il cranio sfondato, fu ritrovato lungo i binari a 8 chilometri dalla città. I documenti erano spariti. I medici non poterono stabilire se fosse stato spinto dal treno o aggredito prima. Bigheart morì quella stessa mattina.

### Altri omicidi
Tra il 1921 e il 1923, furono riportate altre tredici morti sospette di membri Osage di sangue pieno, tutti sotto tutela legale. Entro il 1925, almeno sessanta Osage ricchi erano morti, e i loro beni erano stati ereditati o ceduti ai loro tutori: avvocati e uomini d’affari bianchi. Il Bureau of Investigation, predecessore dell’FBI, scoprì l’esistenza di un vero e proprio mercato di sicari a pagamento per eliminare gli Osage e impadronirsi delle loro fortune.
Nel 1995, lo scrittore Robert Allen Warrior raccontò di aver camminato in un cimitero Osage e di essere rimasto colpito dal numero sproporzionato di giovani morti in quegli anni.
Nel 1925, gli anziani Osage, insieme al funzionario locale James Monroe Pyle, si rivolsero al Bureau of Investigation per chiedere un’indagine ufficiale. Pyle presentò le prove di una cospirazione e l’agenzia incaricò l’agente Tom White di guidare le indagini. A causa dei molti indizi e del sospetto di corruzione tra la polizia locale, White decise di agire in pubblico mentre i suoi agenti lavoravano sotto copertura. La squadra includeva un ex sceriffo del New Mexico, un ex Texas Ranger, John Burger (già coinvolto in un’indagine precedente), Frank Smith, e John Wren, nativo della Nazione Ute e già spia durante la rivoluzione messicana.

## Indagine
Il Consiglio tribale Osage sospettava da tempo che William KIng Hale fosse il principale responsabile della lunga scia di omicidi. Il Commissario per gli Affari Indiani del Dipartimento dell’Interno inviò quindi quattro agenti sotto copertura per indagare. Dopo due anni di lavoro, gli agenti scoprirono una rete criminale guidata proprio da Hale, noto nella contea come il “Re degli Osage”. Hale e i suoi nipoti, Ernest e Byron Burkhart, erano arrivati dal Texas in cerca di lavoro nei campi petroliferi dell’Oklahoma. Una volta lì, rimasero affascinati dall’enorme ricchezza accumulata dagli Osage grazie alle royalty dei pozzi petroliferi. L’obiettivo di Hale era semplice e spietato: impossessarsi dei diritti e delle fortune di diversi membri della tribù, tra cui Mollie Burkhart, moglie Osage del nipote Ernest, e ultima superstite della sua famiglia.
Gli omicidi iniziarono proprio con la famiglia di Mollie: le sue sorelle, il cognato, la madre e il cugino Henry Roan furono tutti assassinati, per avvelenamento o con armi da fuoco. Hale orchestrava ogni passo, incassando polizze assicurative e appropriandosi dei diritti petroliferi. L’intero piano era stato architettato per concentrare la ricchezza nelle mani di Ernest e, di riflesso, di Hale. Per rafforzare il legame e assicurarsi l’eredità, Hale aveva persino convinto Ernest a sposare Mollie Kyle, Osage di sangue pieno. Ma il piano iniziò a sgretolarsi con l’avanzare delle indagini. Mentre l’inchiesta del Bureau of Investigation si allargava, anche alcuni testimoni e complici venivano eliminati per silenziarli.
Intanto, Mollie e Ernest erano diventati gli unici eredi dei diritti della sua famiglia. Gli investigatori scoprirono presto che Mollie stava lentamente morendo avvelenata. Fu la sua fede cattolica a salvarla: sospettando qualcosa, si confidò con il suo sacerdote, che le consigliò di non toccare più alcolici e avvisò immediatamente uno degli agenti federali. Mollie riuscì a riprendersi. Dopo il processo, divorziò da Ernest Burkhart, che era stato complice di Hale. In seguito si risposò e visse fino al 16 giugno 1937, quando morì per cause naturali. I suoi figli ereditarono tutta la sua fortuna.

## Accuse e processi
William King Hale, i suoi nipoti e un mandriano al loro servizio furono accusati dell'omicidio della famiglia di Mollie Kyle. In particolare, Hale fu incriminato per l'assassinio di Henry Roan, avvenuto sul territorio degli Osage, configurando così un crimine federale. Due dei suoi complici, Henry Grammer e Asa Kirby, morirono prima che l’indagine del Bureau of Investigation fosse conclusa. Tra il 1926 e il 1929, Hale e i suoi collaboratori furono processati in varie corti statali e federali, tra rinvii, appelli, verdetti annullati e giurie senza unanimità. Nel 1926, Ernest Burkhart si dichiarò colpevole di far parte della cospirazione.
Diversi altri individui vennero perseguiti per aver tentato di ostacolare le indagini. Nel 1927, William Scheff, avvocato legato a Hale, fu condannato a un anno e un giorno di carcere per aver fornito alcolici a una testimone allo scopo di corromperla. Nel 1928, il reverendo P.C. Hesser, membro della giuria che aveva incriminato Hale, fu condannato a due anni di prigione per falsa testimonianza. Nel 1929, il fratellastro di Hale, Irving Claude Hale, ricevette 60 giorni di reclusione per oltraggio alla corte, dopo che si scoprì aveva tentato di corrompere un giurato.
Alcuni residenti di Pawhuska chiesero al governatore dell’Oklahoma un’indagine approfondita sulla morte dell’avvocato William Vaughan e del capo Osage George Bigheart. L’investigatore incaricato, Herman Fox Davis, fu però subito condannato per corruzione. Poco dopo, Davis partecipò a una rapina e a un omicidio e fu condannato all’ergastolo insieme ad altri tre uomini.
Nel caso degli omicidi della famiglia Smith, Ernest cambiò improvvisamente dichiarazione, confessando la verità e accusando lo zio Hale di essere il mandante. Rivelò che Hale aveva usato Grammer come intermediario per assumere Asa “Ace” Kirby, un criminale professionista. Ma né Grammer né Kirby poterono testimoniare: il primo morì in un incidente d’auto, il secondo fu ucciso durante una rapina. Si scoprì che fu lo stesso Hale a far trapelare la notizia della rapina per assicurarsi l’eliminazione di Kirby. Dopo la scarcerazione, Hale avrebbe detto: “Se quel dannato di Ernest avesse tenuto la bocca chiusa, oggi saremmo ricchi.”
John Ramsey confessò l’omicidio di Henry Roan non appena fu arrestato, affermando di essere stato pagato 500 dollari e una macchina nuova. Più tardi cambiò versione, indicando un altro uomo come esecutore materiale, ma ormai anche il suo complice Byron Burkhart aveva cominciato a collaborare con le autorità.
I processi ebbero risonanza nazionale. Hale, Ramsey ed Ernest furono condannati all’ergastolo, ma tutti ricevettero la libertà condizionata: Hale e Ramsey nel 1947, ed Ernest già nel 1937. Tuttavia, nel 1940 Ernest fu nuovamente arrestato insieme alla compagna Clara Mae Goad per aver svaligiato la casa di un’ex cognata Osage, rubando beni per un valore di 160.000 dollari odierni. Entrambi furono condannati per furto: Clara a 5 anni, Ernest a 7, con revoca della libertà vigilata. Dopo aver scontato la pena ad Atlanta, Ernest tornò in carcere a McAlester per finire la sua condanna a vita. Nel 1959 ottenne un nuovo rilascio. Durante l’udienza di libertà condizionata, cercò di minimizzare le sue colpe, definendosi solo “uno strumento inconsapevole” dello zio: “Tutto ciò che ho fatto è stato portare un messaggio. A parte quello, sono innocente come voi.”
Nel 1966 chiese la grazia, sostenendo che la sua confessione fosse stata determinante per le condanne di Hale e Ramsey. La Commissione per la grazia votò 3 a 2 a favore, e il governatore Henry Bellmon la concesse. Ernest morì nel 1986.

## Risvolti recenti

### Gli anni '90
Negli anni '90, il giornalista del Washington Post Dennis McAuliffe iniziò a indagare sulla misteriosa morte della nonna, Sybil Beekman Bolton, un’Osage con diritti petroliferi morta nel 1925 a soli 21 anni. In famiglia gli era stato detto che era deceduta per problemi ai reni, poi che si era suicidata. Ma le prove non combaciavano. L'inchiesta lo portò a scoprire che il Bureau of Investigation sospettava che diversi mariti Osage fossero responsabili degli omicidi delle loro mogli. La morte della nonna era stata coperta con un falso certificato. McAuliffe sospettò che il patrigno bianco di Sybil, l’avvocato Arthur “A.T.” Woodward, ne fosse il colpevole. Woodward, che era anche fiduciario federale di altri Osage, aveva avuto la tutela di quattro nativi, tutti morti entro il 1923. Il suo libro, Bloodland: A Family Story of Oil, Greed and Murder on the Osage Reservation (1994), ricostruisce quell’intreccio di avidità, corruzione e morte.

### Una nuova legge
Nel tentativo di fermare i crimini e proteggere la popolazione Osage, nel 1925 il Congresso approvò una legge che vietava ai non-Osage di ereditare i diritti sulle royalty petrolifere dai membri della tribù con almeno metà ascendenza nativa. Una misura tardiva, ma necessaria, per limitare gli abusi e impedire che la ricchezza degli Osage continuasse ad attirare truffatori e assassini.

### La gestione fiduciaria
Il Dipartimento dell'Interno ha continuato per anni a gestire le terre fiduciariamente detenute per conto degli Osage e a versare le royalty ai membri della tribù che ne avevano diritto. Nel 2000, però, la nazione Osage ha intentato una causa contro il governo federale, sostenendo che la gestione delle risorse da parte del Dipartimento aveva causato gravi perdite ai fondi fiduciari e agli interessi maturati. La causa arrivava dopo un'importante class action avviata nel 1996 da Elouise Cobell (della tribù Blackfeet), a nome di altri nativi americani, per motivazioni simili.
Nel 2011, il governo degli Stati Uniti ha raggiunto un accordo con la nazione Osage, riconoscendo un risarcimento di 380 milioni di dollari (equivalenti a circa 513 milioni nel 2023). L’intesa ha inoltre portato a un rafforzamento del controllo nella gestione degli asset fiduciari della tribù e a un miglioramento nella comunicazione tra il Dipartimento dell'Interno e la nazione Osage. Secondo lo studio legale che rappresentava la tribù, si è trattato del più grande risarcimento fiduciario mai ottenuto da una singola nazione nativa americana nella storia degli Stati Uniti.

## Accuse di genocidio
Gli eventi legati agli omicidi degli Osage sono stati definiti da molti studiosi e attivisti come genocidio, poiché motivati dall'intento deliberato di distruggere la nazione Osage e impossessarsi delle sue ricchezze. Secondo alcune interpretazioni, gli omicidi stessi rappresentano un caso di genocidio. Altri, invece, li considerano come parte di un processo più ampio e sistematico di eliminazione culturale ed economica degli Osage, portato avanti nel tempo attraverso violenza, sfruttamento legale e corruzione istituzionale.
Le stime sull'impatto delle uccisioni variano: secondo la valutazione più prudente, almeno il 10% dei 591 Osage di sangue pieno sarebbe stato assassinato durante quel periodo.

## Nella cultura popolare
Gli omicidi degli Osage e il periodo noto come "Regno del Terrore" hanno lasciato un segno profondo nella cultura americana, ispirando opere letterarie, film, radio e teatro.
- James Young Deer, regista nativo americano, produsse nel 1926 il film muto Tragedies of the Osage Hills, che faceva riferimento agli omicidi. Il film è oggi considerato perduto.[41]
- Lo scrittore osage John Joseph Mathews ambientò il suo romanzo Sundown (1934) proprio nel periodo dei crimini.
- Il 3 agosto 1935, il programma radiofonico G-Men, realizzato in collaborazione con l’FBI, trasmise l’episodio The Osage Indian Murders, una drammatizzazione del caso.[42]
- Lo scrittore western Fred Grove, lui stesso in parte Osage, fu testimone uditivo dell’esplosione che uccise Bill e Rita Smith e Nettie Brookshire quando aveva solo 10 anni. L’evento lo segnò per tutta la vita, e ispirò diverse sue opere, tra cui Flame of the Osage (1958), Warrior Road (1974), Drums Without Warriors (1976) e The Years of Fear (2002).[42]
- Gli omicidi della famiglia Kyle furono raccontati nel film Sono un agente FBI (1959), con James Stewart nel ruolo dell’agente immaginario dell’FBI Chip Hardesty.
- John Clinton Hunt, figlio adottivo di Mathews, narrò quel periodo nel suo romanzo The Grey Horse Legacy (1968).
- La scrittrice Chickasaw Linda Hogan esplorò una versione romanzata degli omicidi in Mean Spirit (1990).[42]
- Il giornalista Dennis McAuliffe Jr., nipote di un'Osage uccisa nel periodo dei delitti, pubblicò nel 1994 The Deaths of Sybil Bolton, basato su documenti dell’FBI. Il libro fu ripubblicato nel 1999 col titolo Bloodland e poi in una terza edizione nel 2020 con una prefazione di David Grann.[42]
- Il romanzo A Pipe for February (2005) di Charles Red Corn racconta le vicende degli anni ’20 nella Nazione Osage.[42]
- Tom Holm ha scritto The Osage Rose (2008), una versione romanzata degli omicidi e del tentativo di espropriazione dei diritti tribali.[42]
- David Grann, giornalista americano, ha raccontato l'intera vicenda nel saggio investigativo Gli assassini della terra rossa (2017), da cui è stato tratto il film del 2023 Killers of the Flower Moon, diretto da Martin Scorsese e sceneggiato da Eric Roth.[43],
- Il drammaturgo David Blakely ha adattato The Deaths of Sybil Bolton in due opere teatrali: Four Ways to Die (2018) e The Deaths of Sybil Bolton (2019).
- Infine, la serie documentaria Back in Time dell’emittente OETA ha dedicato nel 2021 un episodio alla vicenda, intitolato Osage Murders - The Reign of Terror.[42]